# 沃尔特·惠特曼·罗斯托
沃尔特·惠特曼·罗斯托（英語：Walt Whitman Rostow，1916年10月7日—2003年2月13日），美国经济学家、教授和政治理论家，1966年至1969年担任美国总统林登·约翰逊的国家安全顾问。

## 生平
第二次世界大战期间曾在战略情报局工作，后担任肯尼迪的外交政策顾问、演讲撰稿人。他被认为是肯尼迪著名的“新边疆”演讲的撰写者。因1960年代制定美国在东南亚外交政策而出名。罗斯托是一位坚定的反共主义者，坚信资本主义和自由创业的作用，他坚决支持美国参与越南战争。
罗斯托以《经济增长的阶段：非共产党宣言》（1960年）而著称，该书被用于社会科学的多个领域。肯尼迪和约翰逊政府的许多官员都接受了罗斯托的理论，他们认为这是在亚洲、非洲和拉丁美洲对付日益严重的共产主义运动的一种理论。
罗斯托从未为他在越南战争上所持的观点而感到遗憾或道歉，这实际上使他从政府退休后被排斥在美国顶尖大学的工作。他的哥哥尤金·罗斯托（Eugene Rostow）担任过许多政府高级外交政策职务。